# Vladas Jakubėnas
Vladas Jonas Jakubėnas, né le 15 mai 1904 à Biržai et mort le 13 décembre 1976 à Chicago, est un compositeur, pianiste, critique musical et musicologue lituanien. Il a été l’élève de Schreker, à Berlin, de 1928 à 1932.